# Bordj Menaïel
Bordj Menaiel là một đô thị thuộc tỉnh Boumerdès, Algérie. Dân số thời điểm năm 2002 là 53.782 người.